# Aladdin Sane
Aladdin Sane ist ein Konzeptalbum von David Bowie aus dem Jahr 1973. Es wurde am 13. April des Jahres beim Musiklabel RCA Victor veröffentlicht.

## Entstehung
Die Kompositionen für sechs der zehn Titel entstanden während der zweiten Hälfte der Amerika-Tournee von Bowie und den Spiders from Mars, seiner Begleitband, zwischen September 1972 und Januar 1973. Bowie selbst beschrieb Aladdin Sane als „Ziggy goes to America“. Für die Tournee wurde Jazz-Pianist Mike Garson engagiert, der seit dem ersten Konzert in der Music Hall in Cleveland, Ohio am 22. September 1972 zum Lineup der Spiders of Mars gehörte. Die Entstehungsorte dokumentierte Bowie auf dem Etikett der Schallplatte, siehe Titelliste. In einigen Titeln verwendet Bowie Wortspiele. So kann das auf der Schiffspassage zurück nach England geschriebene Aladdin Sane (1913–1938–197?) auch als „a lad insane“ (dt. „ein wahnsinniger Bursche“.) gelesen werden; bei Bowies Halbbruder Terry wurde zu dieser Zeit Schizophrenie diagnostiziert; Bowie selbst litt an der Angst, verrückt zu werden. Die ersten beiden der in Klammern genannten Jahreszahlen deuten auf die Jahre vor Ausbruch der beiden Weltkriege hin. The Jean Genie, im Tourbus bei einem Jam entstanden und Anfang Oktober 1972 für eine Single in New York ohne Produzent Ken Scott aufgenommen, wird als Wortspiel zu Jean Genet aufgefasst.
RCA entschied nach der Single The Jean Genie, mit den Aufnahmen nicht bis zum Ende der Tournee zu warten, und schickte Produzent Ken Scott in die Vereinigten Staaten. Die Aufnahmen begannen mit einer etwa einwöchigen Session in den New Yorker Studios von RCA (All the Young Dudes, Drive-In Saturday, The Prettiest Star). Die beiden letzteren Aufnahmen wurden für das Album verwendet. Die Produktion wurde nach Abschluss der Tournee in die Trident Studios nach London verlagert, wo ab Januar 1973 weitere zwei Wochen aufgenommen wurde. Scott mischte die Aufnahmen in weiteren 10 Tagen ab. Das Album wurde am 13. April 1973 veröffentlicht.

## Artwork
Die Schallplattenhülle zeigt Bowie mit der für die Ziggy-Stardust-Phase typischen, rot gefärbten Frisur und einem aufgemalten, zweifarbigen Blitz im Gesicht. Bowie wurde für das Cover im Januar 1973 von dem Modefotografen Brian Duffy abgelichtet. Der Blitz sollte als Symbol für gespaltene Persönlichkeit dienen: Bowie und die von ihm geschaffene Kunstfigur Ziggy Stardust. Duffy galt zusammen mit David Bailey und Terence Donovan als einflussreicher Modefotograf. Er nennt Elvis als Inspiration für den Blitz, obwohl dieses Symbol auch in einer Kollektion des japanischen Modedesigners Kansai Yamamoto von 1971 verwendet wurde, die Bowie im März 1972 zu der roten Ziggy-Frisur inspiriert habe. Der selbsternannte „Mexikanische Elvis“ El Vez stellte das Cover für seine 1998 erschienene EP A Lad from Spain? nach.

## Titelliste
1. Watch That Man – 4:25 (New York)
2. Aladdin Sane (1913–1938–197?) – 5:06 (R.H.M.S. Ellinis)
3. Drive-In Saturday – 4:29 (Seattle – Phoenix)
4. Panic in Detroit – 4:25 (Detroit)
5. Cracked Actor – 2:56 (Los Angeles)
6. Time – 5:09 (New Orleans)
7. The Prettiest Star – 3:26 (Gloucester Road)
8. Let’s Spend the Night Together (Mick Jagger, Keith Richards) – 3:03
9. The Jean Genie – 4:02 (Detroit and New York)
10. Lady Grinning Soul – 3:46 (London)

## Singleauskopplungen
The Jean Genie wurde in einer Monoversion im November 1972 in Großbritannien und den Vereinigten Staaten veröffentlicht. Die Single erreichte am 9. Dezember die UK Top 40, erzielte Platz 2 und hielt sich 13 Wochen. In die Billboard Hot 100 stieg die Single am 23. Dezember 1972 ein, erreichte Platz 71 und hielt sich fünf Wochen.

## Kritiken
Stephen Thomas Erlewine rezensierte Aladdin Sane für die Musikdatenbank Allmusic, Bowie gebe die Besessenheit von Futurismus zugunsten einer Konzentration auf die losgelöste Lässigkeit des New Yorker und Londoner Jazz und verdichteter Rockmusik auf. Erlewine bemängelt die fehlende Kohäsion des Albums.
Das Album hat einen Eintrag im von Robert Dimery herausgegebenen 1001 Albums You Must Hear Before You Die. Der dortige Rezensent Jim Harrington findet in den einzelnen Titeln Verzweiflung und Entfremdung sowie das Bemühen um Selbsterkenntnis. Herrington sieht den Schwachpunkt des Albums in der Coverversion des Stones-Titels Let’s Spend the Night Together, welcher auf das Folgealbum Pinups mit seinen Coverversionen hindeute.
Das Album belegte in der in Buchform im Jahre 2005 publizierten ewigen Bestenliste des amerikanischen Musikmagazins Rolling Stone Platz 274 der 500 besten Musikalben aller Zeiten. In dieser Liste sind sechs Alben von Bowie enthalten.
In Band 1 seiner Buchreihe Rock vergibt das Magazin eclipsed für das Werk die zweithöchste Kategorie Pflichtkauf. Das Album landet in der Gesamtschau aller Bowie-Alben in dieser Publikation auf Platz 7.
In dem Musikfilm The Runaways der Regisseurin Floria Sigismondi von 2010 schminkt sich die Schülerin Cherie Currie, verkörpert von Schauspielerin Dakota Fanning, den roten Blitz ins Gesicht, den David Bowie auf dem Plattencover des Albums trägt, um während einer Talent-Show in der Schule zu dem Song Lady Grinning Soul zu tanzen, die letzte Nummer auf dem Album Aladdin Sane.

## Kommerzieller Erfolg

### Chartplatzierungen
Aladdin Sane erreichte in den britischen Albumcharts die Chartspitze und verweilte insgesamt 84 Wochen in der Hitparade. In den US-amerikanischen Billboard 200 erreichte das Album Platz 17. In Deutschland stieg das Album erstmals zum 40-jährigen Jubiläum am 21. April 2023 für eine Woche auf Rang 65 in die Charts ein.
| ChartsChartplatzierungen       | Höchstplatzierung | Wochen |
| ------------------------------ | ----------------- | ------ |
| Deutschland (GfK)              | 65 (1 Wo.)        | 1      |
| Vereinigte Staaten (Billboard) | 17 (23 Wo.)       | 23     |
| Vereinigtes Königreich (OCC)   | 1 (84 Wo.)        | 84     |

### Auszeichnungen für Musikverkäufe
| Land/Region                  | Auszeichnungen für Musikverkäufe (Land/Region, Auszeichnung, Verkäufe) | Verkäufe |
| ---------------------------- | ---------------------------------------------------------------------- | -------- |
| Frankreich (SNEP)            | Gold                                                                   | 100.000  |
| Vereinigte Staaten (RIAA)    | Gold                                                                   | 500.000  |
| Vereinigtes Königreich (BPI) | Platin                                                                 | 300.000  |
| Insgesamt                    | 2× Gold · 1× Platin ·                                                  | 900.000  |

Hauptartikel: David Bowie/Auszeichnungen für Musikverkäufe

## Nachwirken
Das Album hat den Glam Rock maßgeblich beeinflusst, Rocksänger Marilyn Manson gab es als größte Inspiration für seine Wandlung zum Glam Rock und zu seinem Album Mechanical Animals an.